# نبرد جزایر کماندورسکی
نبرد جزایر کماندورسکی (انگلیسی: Battle of the Komandorski Islands) یکی از نبردهای جنگ اقیانوس آرام بود.